# Gongylidiellum edentatum
Gongylidiellum edentatum är en spindelart som beskrevs av Miller 1951. Gongylidiellum edentatum ingår i släktet Gongylidiellum och familjen täckvävarspindlar. Inga underarter finns listade i Catalogue of Life.